# Ајза
Ајза (итал. Aisa) је насеље у Италији у округу Катанија, региону Сицилија.
Према процени из 2011. у насељу је живело 57 становника. Насеље се налази на надморској висини од 296 м.